# Burg Hauenstein (Spessart)
Die Burg Hauenstein ist die Ruine einer Höhenburg im Landkreis Aschaffenburg im bayerischen Spessart, zwischen dem Hof Hauenstein und Mensengesäß auf Krombacher Gemarkung im Kahlgrund liegend.

## Lage
Die Burg Hauenstein, das sogenannte Räuberschlösschen, lag auf einem Hügel über dem Schloßgrundgraben, einem Bach der der Kahl zufließt. Eine Senkung scheidet den Burghügel der Burg von der Höhe, auf welcher sich der große, neue Hof Hauenstein befindet. Durch einen quer zum Bachbett angelegten Erdwall konnte der Oberlauf des Baches aufgestaut werden.

## Geschichte

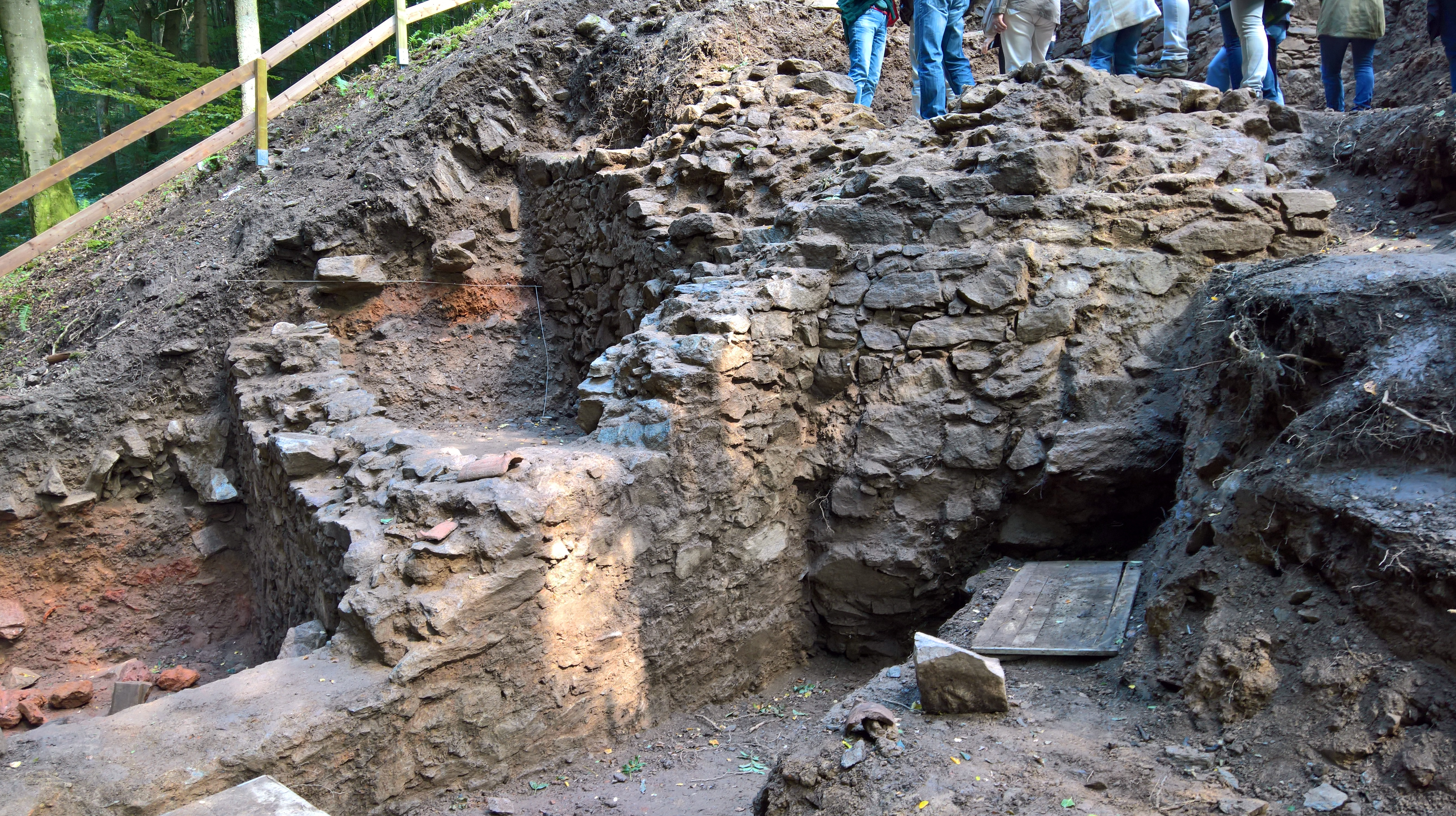
Freigelegter Teil des Zwingers und der äußeren Burgmauer sowie der Grundmauern eines vermutlichen, größeren Fachwerkgebäudes, das an die Burgmauer angelehnt war.

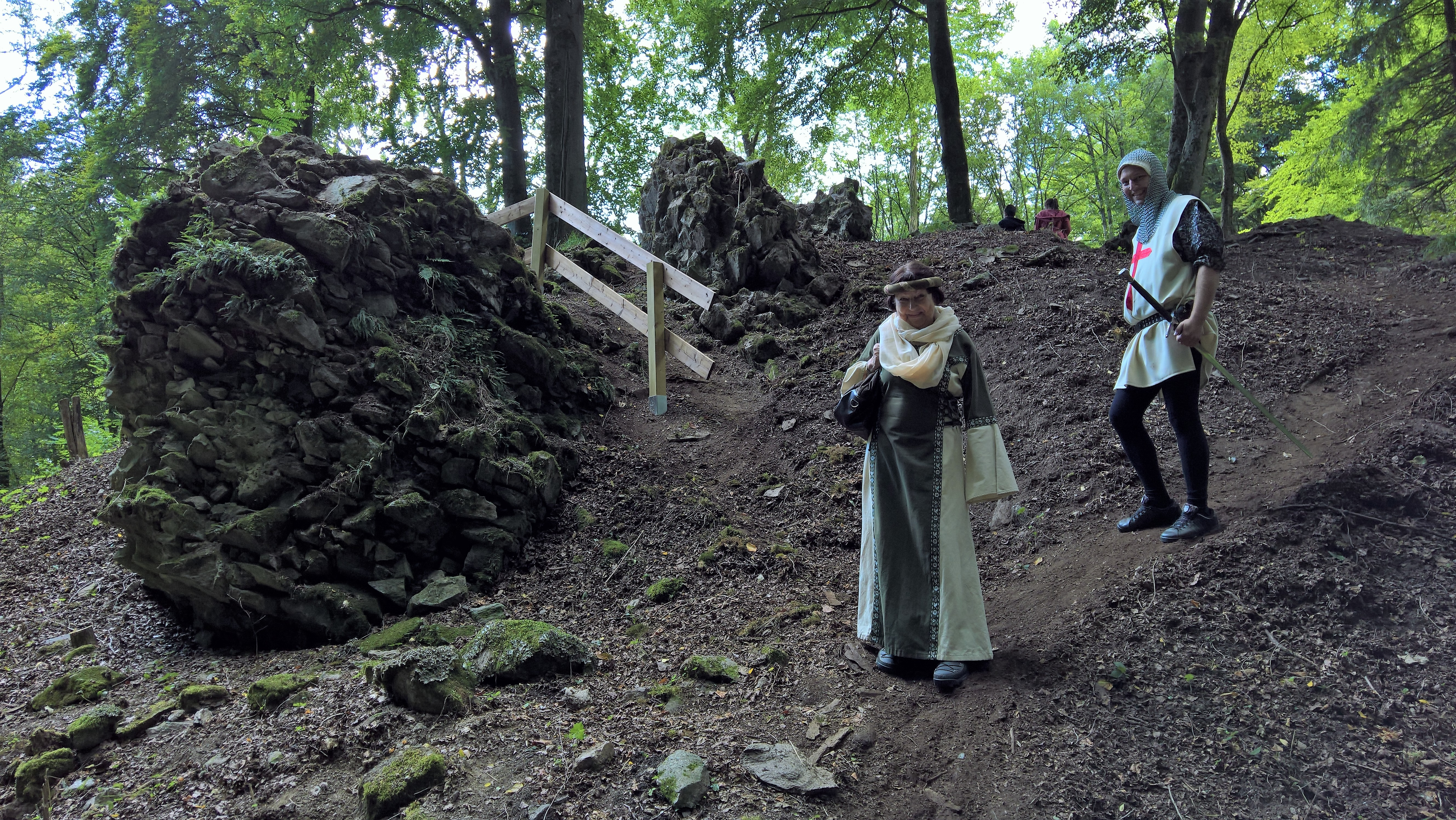
Alte erhaltene Reste der Burgruine vom östlichen Burggraben aus; am Tag des Denkmals mit „gebührender mittelalterlicher Besetzung“

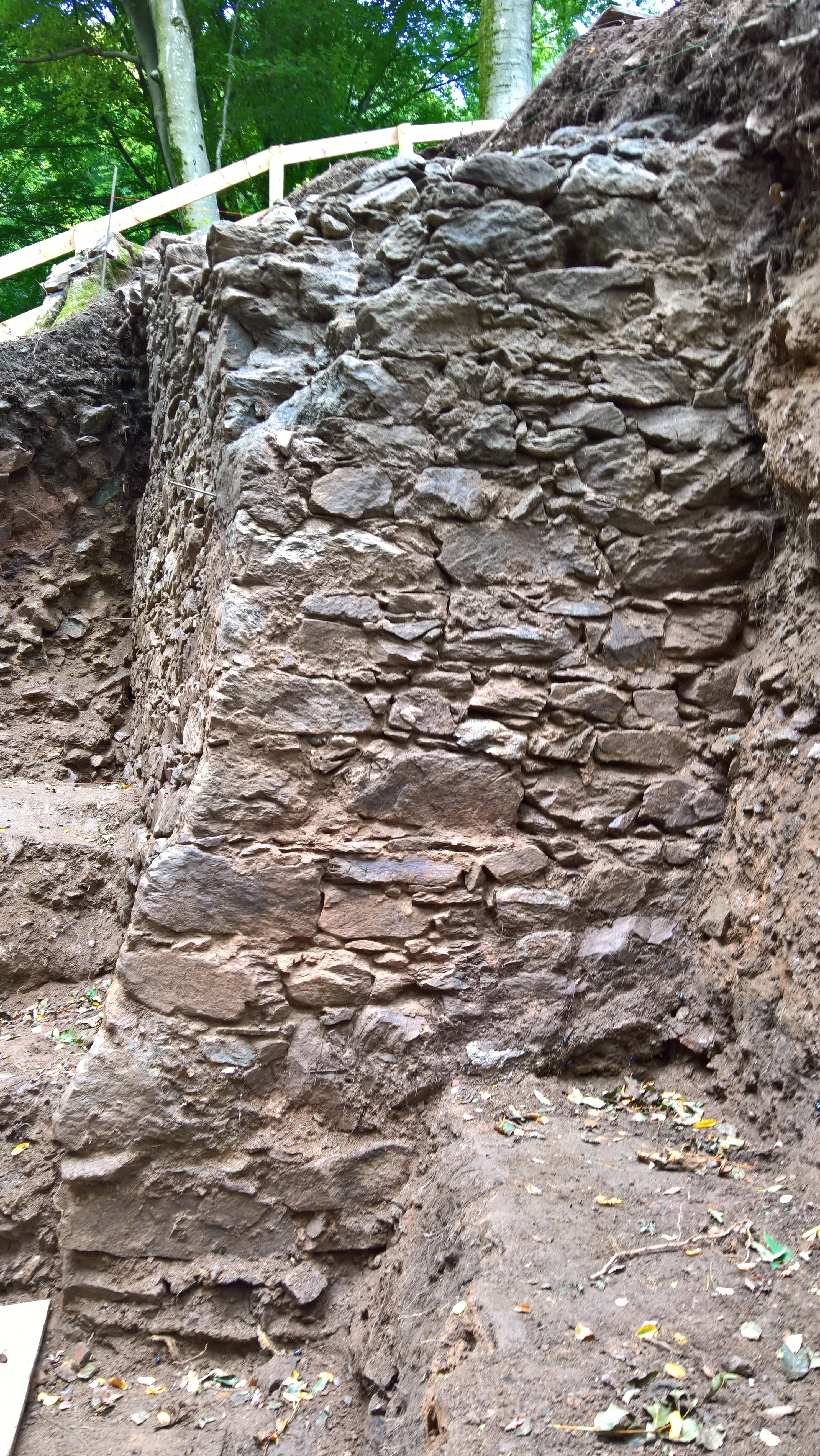
Die freigelegte Südwestecke der inneren Burg (Mauerstärke etwa 1,6 Meter)

Die Burg wurde möglicherweise von den kurmainzischen Vögten, den Grafen von Rieneck, als Teil ihrer Burgenkette gen Westen vor 1300 erbaut oder von Vasallen erbauen lassen. 
Ein Hans Gayling zu Hauenstein, genannt Wesel, wird schon 1254 und 1262 in einer Bulle des Papstes Urban IV. erwähnt, die ihm die Patronatsrechte des damals gerade hanauischen Babenhausen zusprachen. Der Namenszusatz Hauenstein verleitet zu der Annahme, dass die Burg ursprünglich ihre Stammburg war. Gefundene Keramiken des zweiten Drittels des 13. Jahrhunderts in der Grabungskampagne 2017 belegen schon diese frühere Besiedelung. Von der Burg aus wurde zusammen mit der etwas größeren Burg Mömbris, die oft fälschlicherweise als Womburg bezeichnet wird, und dem Schloss Hüttelngesäß das unter Rienecks Einfluss stehende Gebiet der oberen Kahl und der Lohr gesichert. Der Beiname der Gayling von Altheim kam durch Ritter Heinrich Gayling zu Hauenstein auf, als er 1358 vom Mainzer Erzbischof Gerlach von Nassau mit dem Ort Altheim (Mainzer Besitz) im Amt Babenhausen und der Burg Hinteraltheim belehnt wurde. Heinrich Gayling zu Hauenstein war in diesem Jahr als Hofmarschall des Erzbischofs tätig. Er hatte eine blutige Fehde mit Ulrich II. von Hanau und starb ohne Erben, sodass die Gayling-Brüder Rudolf und Henne sich sein Erbe teilten.
In dem Geflecht zwischen Hanauer und Rienecker Interessen, die noch durch einen Erbvertrag von 1296 verbunden waren und mit dem Ende der Rieneck-Rothenfelser Linie 1333 ergaben sich weitere Zwistigkeiten, da auch 1337 das nahe Mömbris (1447 an die Gayling von Altheim belehnt) durch das Aussterben der Rieneckschen Linie an Kurmainz zurückfiel. Möglicherweise nutzten daher die Gayling die Mainzer Hilfe, um an den Nordrand des Odenwaldes auszuweichen.
Vermutlich wollte Hanau einen Anteil am Rieneckisch-Rothenfelser Erbe vor allem Richtung Hanau erwerben, denn sicher ist inzwischen, dass spätestens 1375 Ritter Werner Kolling durch seinen Lehensherren Ulrich IV. von Hanau beauftragt wurde, einen „kemenaden buwen zu dem Huwensteyne“. Kolling, der auch Vogt von Hanau wurde, war vermögend und streckte das Geld für den Ausbau selbst vor, wie er auch dem Mainzer Erzbischof Konrad II. von Weinsberg 2000 Gulden lieh, deren Schulden sich 1394 schon auf zusätzliche 600 Gulden beliefen. Erstaunlicherweise konnte Mainz mit seinem Erzbischof Johann II. die Schulden im August 1405 plötzlich in Raten zurückzahlen.
Im Frühjahr 1405 wurde die Burg wohl durch Truppen des Mainzer Erzbischofs, im Auftrag König Ruprechts – dessen Oheim er war und parallel zu einem gleichzeitigen Feldzug gegen Wetterauer Burgen, durch seinen Aschaffenburger Viztum und kurfürstlichen Forstmeister Hamann Echter (der 1412 als Dank für treue Dienste den Grund des späteren Schlosses Mespelbrunn als Schenkung erhielt) eingenommen. Vermutlich war die Burg als Raubritterburg benutzt worden, da hier ein wichtiger Abzweig zur Birkenhainer Straße bestand. Johann bat den König, die Burg in Besitz nehmen und niederreißen zu können, was König Ruprecht aber nicht gestattete. Wie im Kopialbuch der Stadt Frankfurt belegt, ließ Ruprecht deshalb per Anordnung vom 18. Mai 1405 seine „Reisigen und Schützen, Handwerkern von Frankfurt mit Rüstwagen und Karren, Büchsen und Geschützen vor die Burg“ ziehen, diese zerstören und alles brauchbare abreißen. Die genauen Gründe für den Feldzug und die Zusammenhänge zwischen dem König, der Stadt Frankfurt, Mainz und Hanau sind noch nicht genau erforscht. Hanau als Lehensgeber Kollings war wohl selbst am Feldzug beteiligt. Auch ist nicht genau belegt, warum gerade diese eher kleine Burg eingenommen wurde.
Ab 1446 werden wieder Lehen der Gayling von Altheim bezeugt. Dabei wird als Lehen Hauenstein mit Anteil Mömbris, Spessart genannt. Die Vorburg wurde weiter bewohnt und im Dreißigjährigen Krieg durch schwedische Truppen endgültig zerstört.

## Beschreibung
Die Burg bestand aus einem „festen Haus“ mit einem heizbaren Gebäudeteil zu Wohnzwecken. Die Grabungen von 2017 deuten auf einen Eckturm im Südwesten hin. Ein Zwinger und ein der Burgmauer großer vorgelagerter Steinbau am Schloßgrundgraben konnten nachgewiesen werden.
Wahrscheinlich gehörte zur Anlage nicht nur die heutige Ruine, sondern auch eine Vorburg, die im Bereich des heutigen großen Hofes Hauenstein lag. Zu ihr gehörten vor allem Ställe, Scheunen und Lagerhallen. Gefundene Strukturen südlich des Hofgutes und urkundliche Belege weisen das spätere Schloss Hauenstein in diesen Bereich. Das Schloss wurde 1634/35 von schwedischen Truppen zerstört. Das vermutlich ziemlich einfache Schloss war zu dieser Zeit im Besitz des kaiserlichen Generals Heinrich Christoph Geyling.
Über den früheren Handelsweg, den „Alten Heuweg“, gelangt man zur Ruine Hauenstein, wo man die Mauerreste besichtigen kann. Erhalten sind ein Keller mit Mauern und ein Tonnengewölbe sowie der Rest anstoßender Mauerzüge im Osten des Burgplateaus.
Burg und heutiger Hof liegen am Spessart-Kulturweg „Birkenhainer Straße – Im Krombacher Landgericht“ und sind in Tafel 7 beschrieben.

## Ausgrabungen 2017
2017 wurde eine archäologische Ausgrabung genehmigt. Diese war ein Gemeinschaftsprojekt des Archäologischen Spessartprojektes (ASP), der Gemeinde Krombach, des Marktes Mömbris und der Vereine Kulturlandschaft Kahlgrund e. V. und Bürgerforum Krombach e. V. Der an der südwestlichen Seite angebrachte Schnitt erbrachte bereits umfangreiche Ergebnisse und reichhaltiges Fundmaterial. Ein kleiner Teil war zum Tag des Denkmals bei Führungen über die Ausgrabung zu besichtigen. Die Südwestecke der inneren Burg konnte freigelegt werden, der Zwinger und ein der äußeren Burgmauer vorgelagerter Steinbau in seinen Resten ergraben werden. Außer umfangreichem Versturzmaterial der zerstörten Burg konnten viele mittelalterliche Fundstücke geborgen werden. Neben metallenen Resten von Lüsterweibchen, einer frühen Helmbarte, waren das auch eine Vielzahl verschiedener Ofenkacheln, die die gute Ausstattung der Burg belegen.

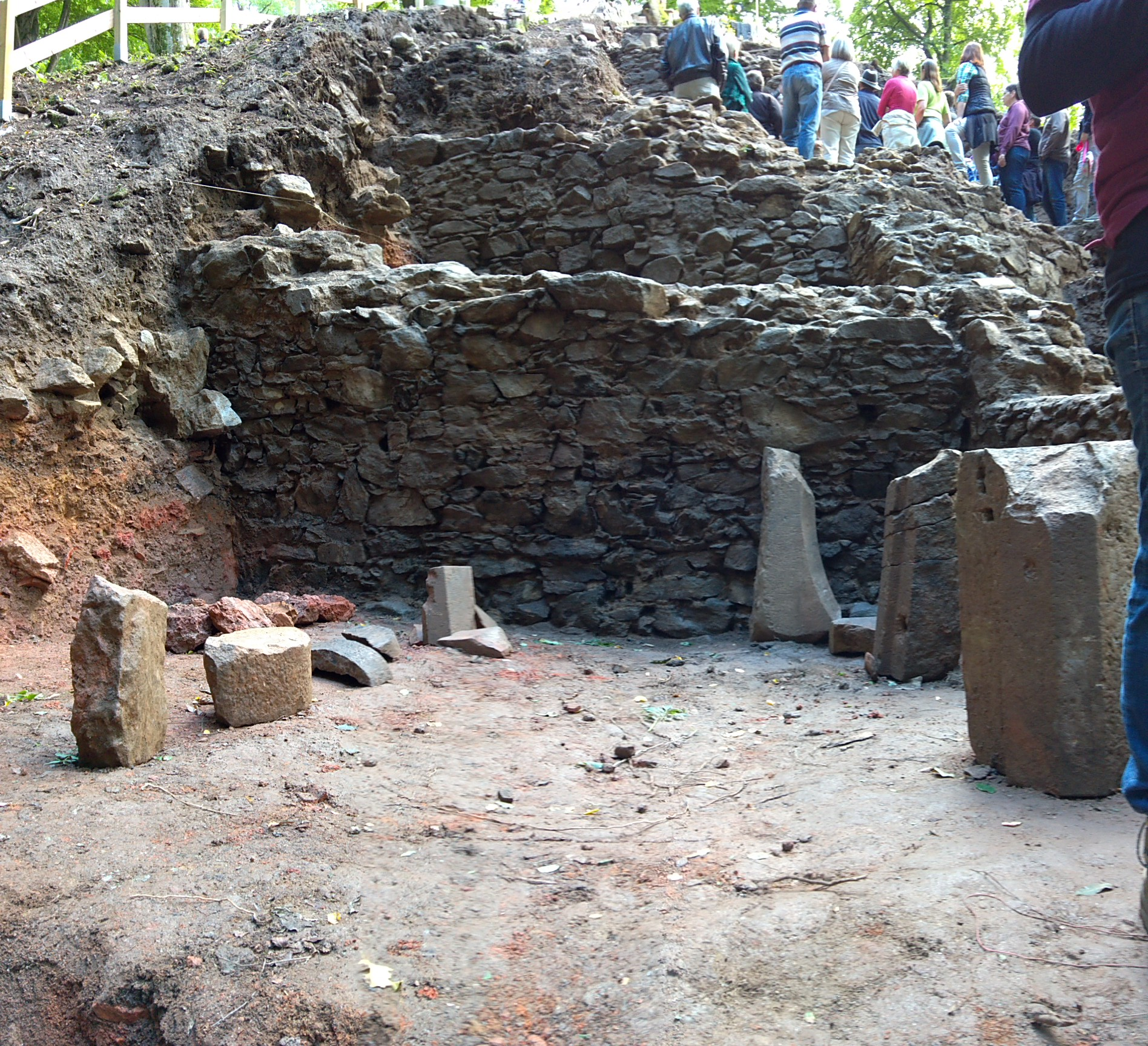
Steinfunde präsentiert im ergrabenen Gebäuderest vor der Burg, u. a. Reste von Türportalen und einem gotischen Maßwerkfenster
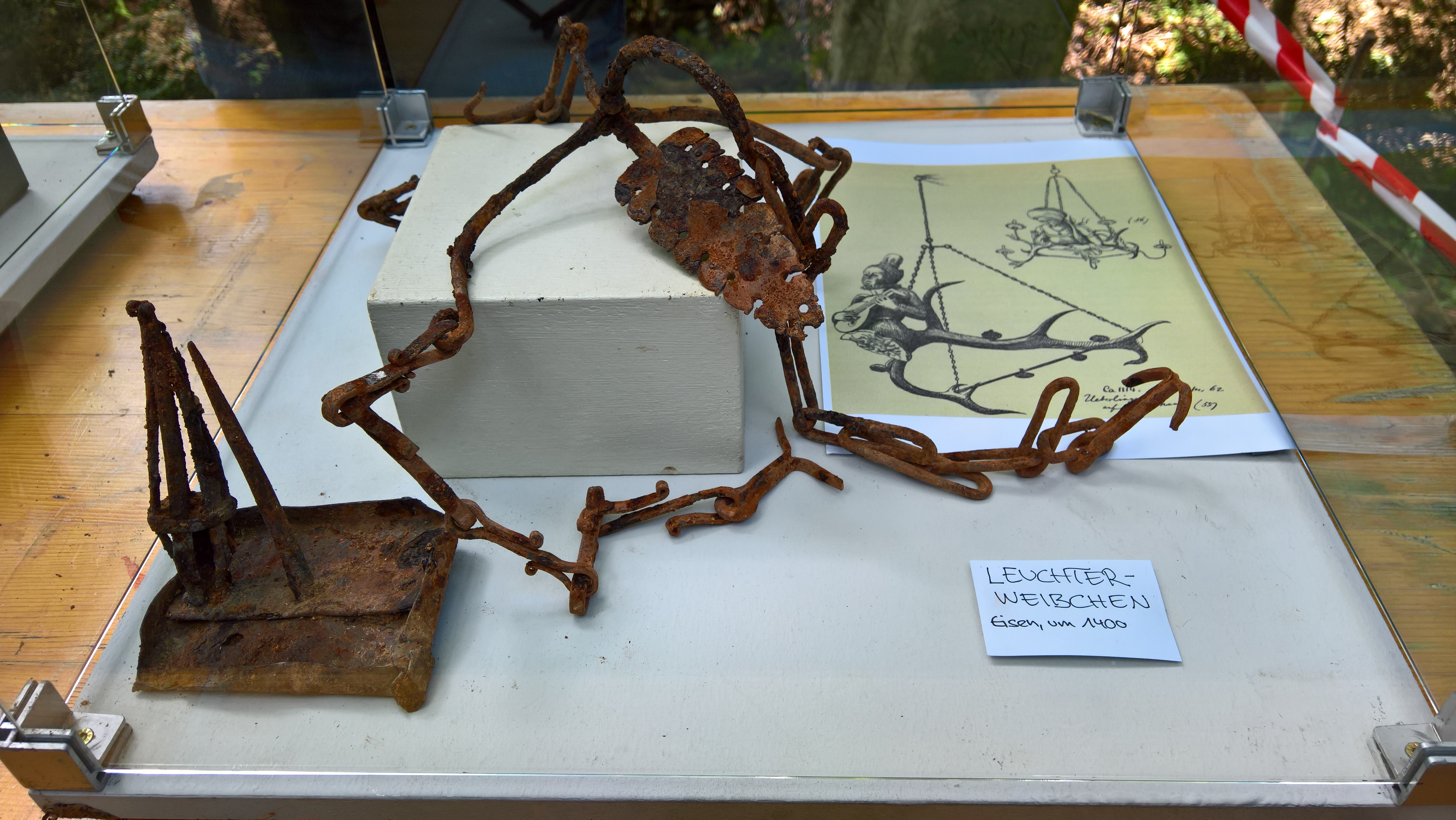
Reste eines Lüsterweibchens
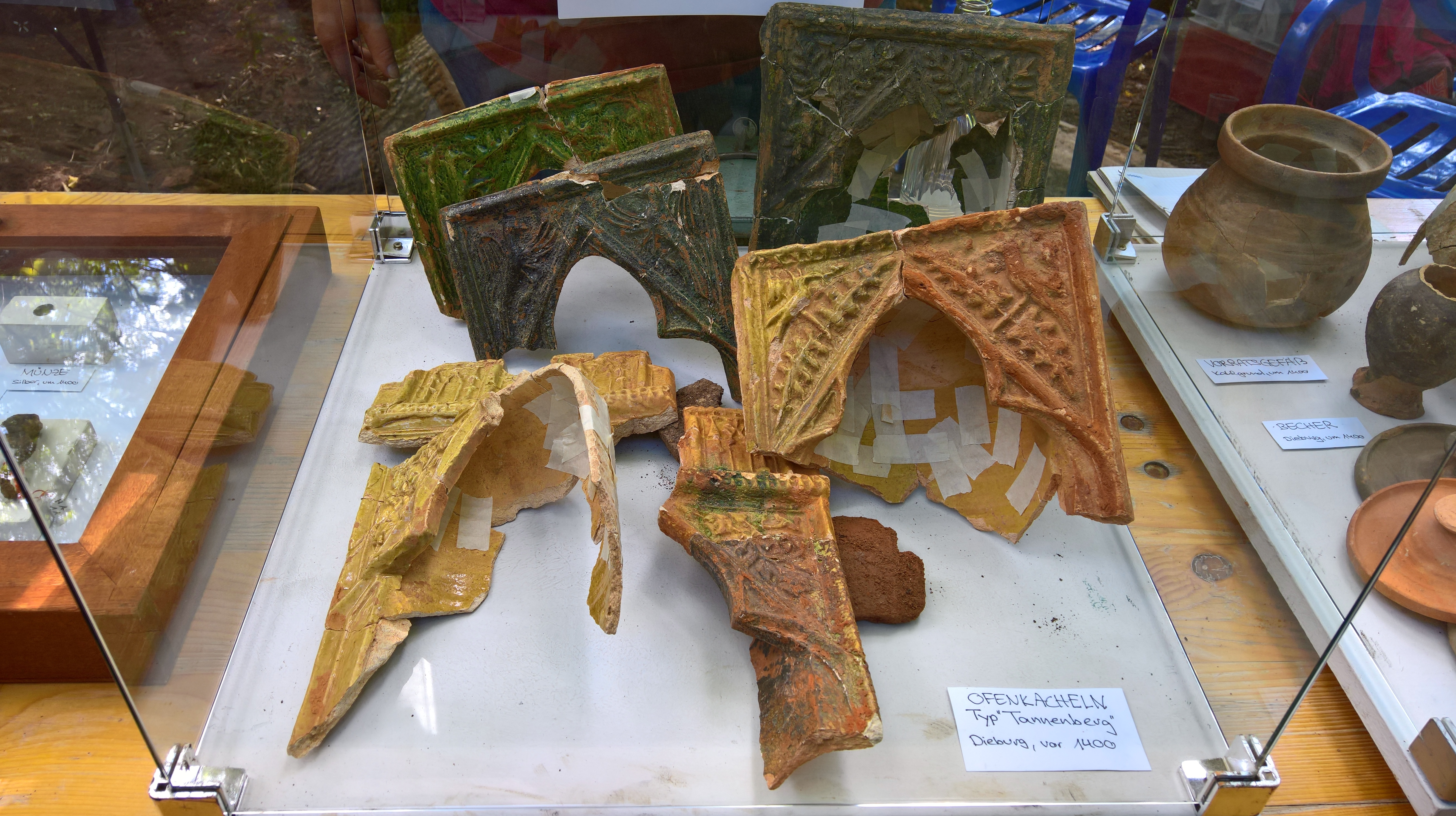
Ofenkacheln vom Typ „Tannenberg“[13] (Dieburger Ware)
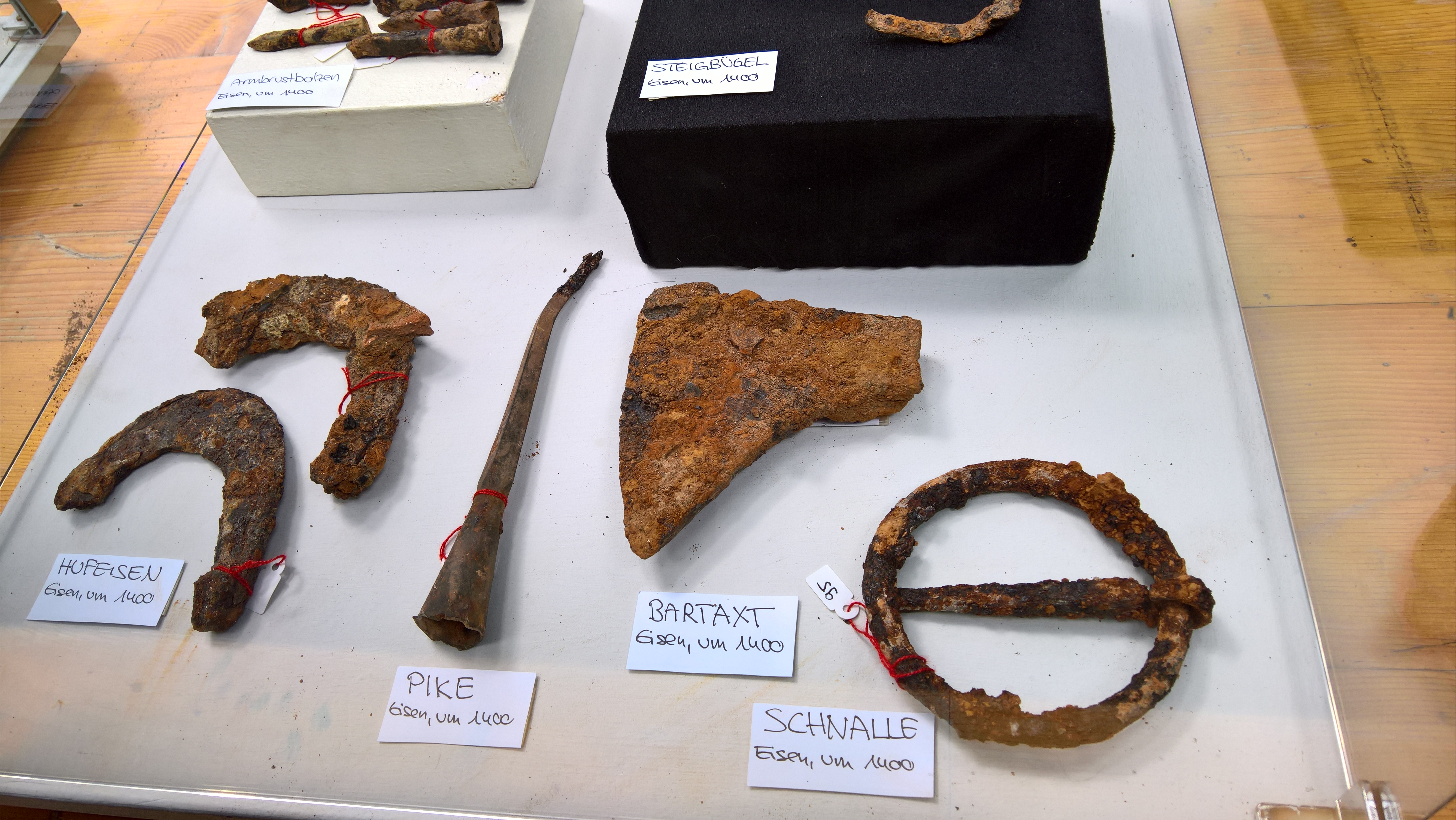
Metallfunde, wie Bartaxt, Pike, Hufeisen und Armbrustbolzen
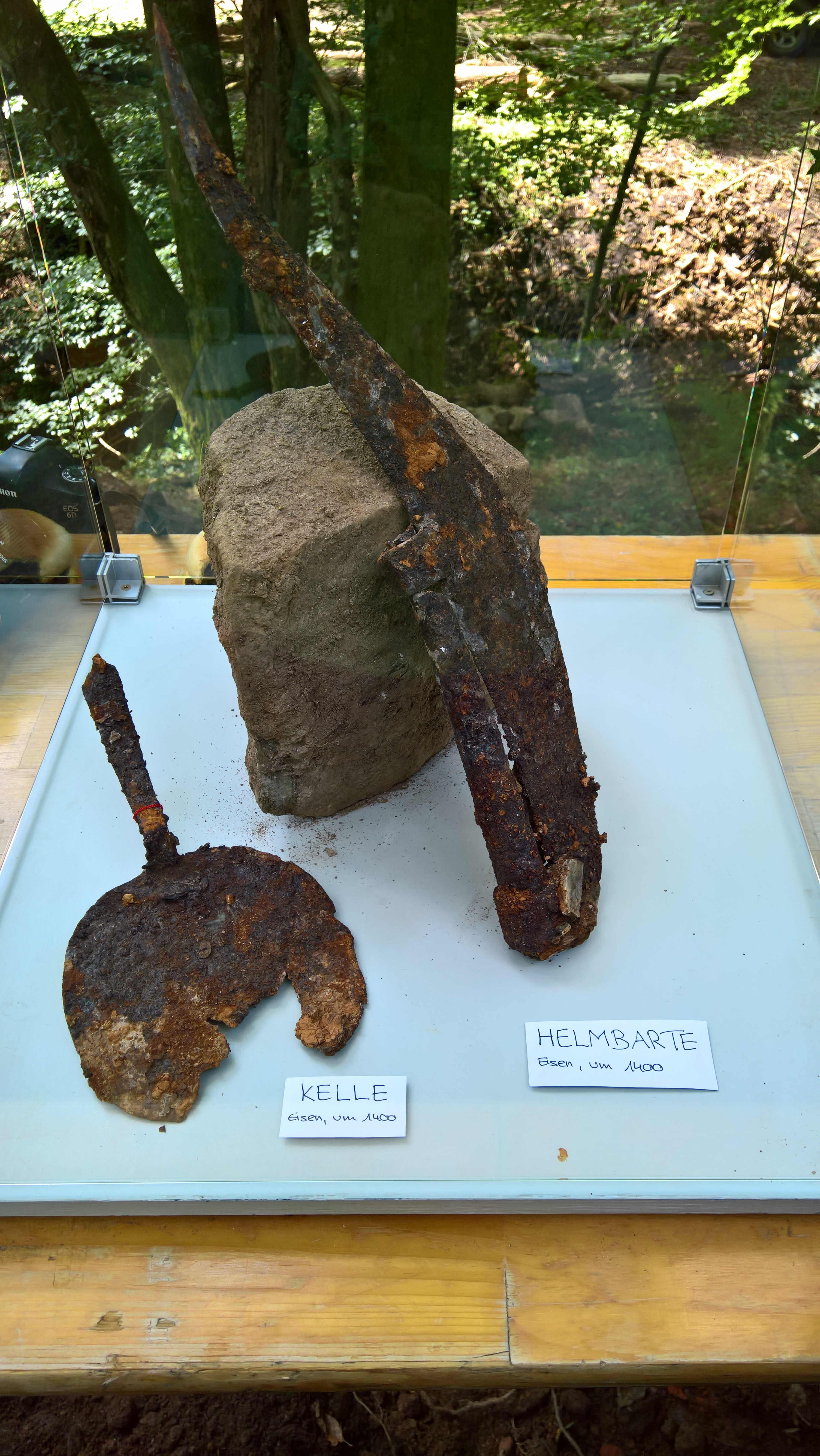
Kelle und Helmbarte
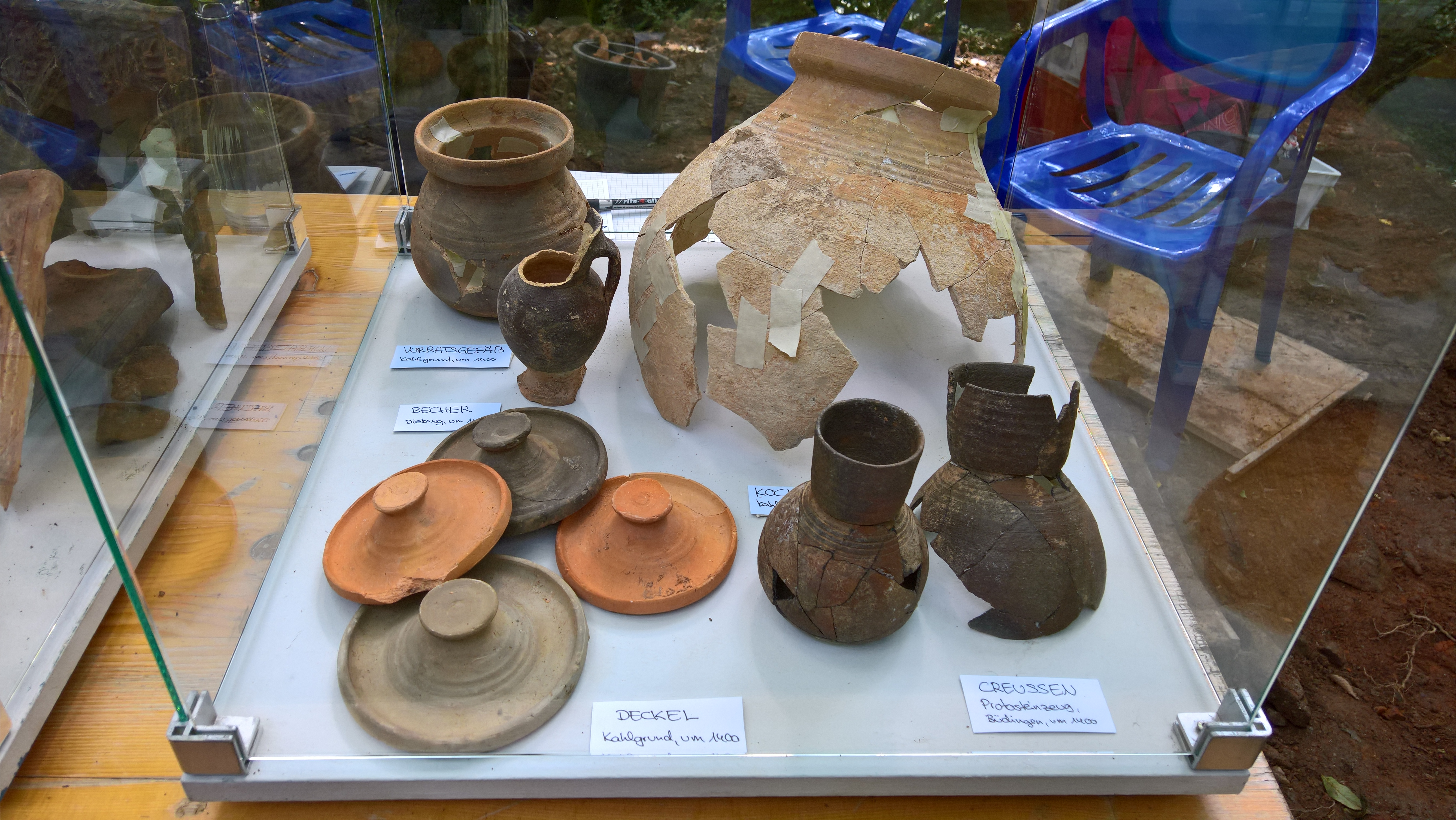
Vorrats-, Koch- und Trinkgefäße
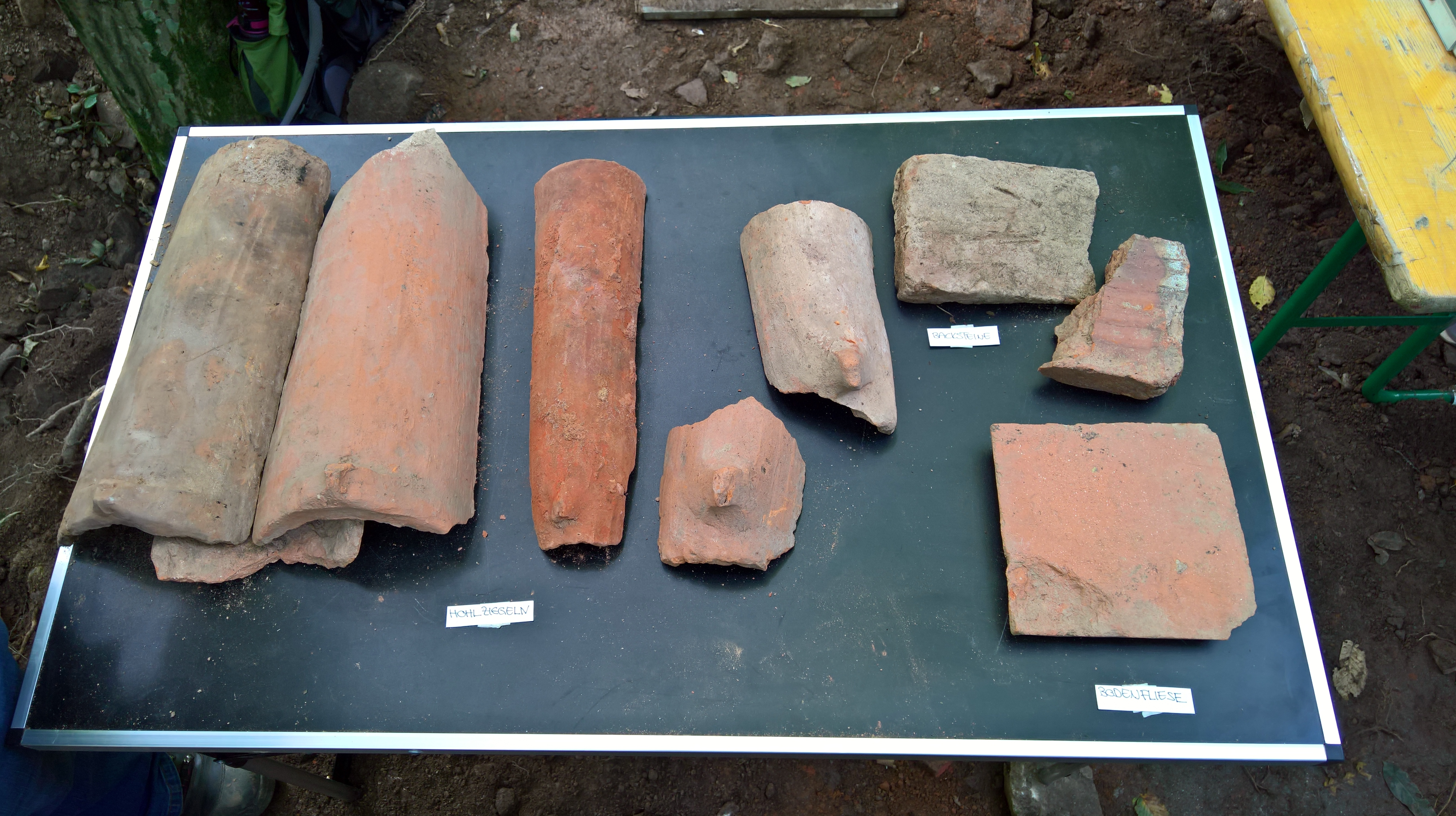
Dachziegel und Bodenfliese

## Denkmalschutz
Der Bereich der Burganlage ist ein Bodendenkmal nach dem Bayerischen Denkmalschutzgesetz. Nachforschungen und gezieltes Sammeln von Funden sind genehmigungspflichtig, Zufallsfunde an die Denkmalbehörden zu melden. Raubgrabungen sind strafbar.

## Weitere Burgruinen in der näheren Umgebung
- die abgegangene Burg Mömbris am Friedhof des gleichnamigen Ortes, etwa zwei Kilometer westsüdwestlich von Hauenstein
- die ebenfalls abgegangene Womburg etwa zwei Kilometer südlich
- die Wasserburgruine Schloss Hüttelngesäß bei Niedersteinbach
- die nahe beieinander liegenden Burgställe der Randenburg und der Vergessenen Burg etwa sechs Kilometer westlich
- die vorzeitliche und mittelalterliche Höhenbefestigung der Altenburg auf dem Reuschberg ebenfalls knapp sechs Kilometer nordöstlich
- in nahezu gleichem Abstand nach Südosten die beiden Burgställe von Gräfenberg und Klosterberg bei Rottenberg